# Cathy Tastet
Cathy Tastet (* 1973 in Toulouse) ist eine französische Schauspielerin und ehemaliges Model.

## Leben
Cathy Tastet wuchs in der südfranzösischen Großstadt Toulouse auf.
Die 1,67 m große Tastet war nach ihrem Schulabschluss ab ihrem 16. Lebensjahr als Model tätig. Sie nahm an verschiedenen Fashion-Shows teil, war in zahlreichen Modemagazinen abgebildet, wirkte im französischen Fernsehen in mehreren Werbespots mit und war ein beliebter Gast in Talkshows. Sie lebte zunächst in Paris, danach einige Zeit lang in Amsterdam und später auch einige Jahre in den USA.
Einem Millionenpublikum bekannt wurde Tastet vor allem im Jahr 1990 durch ihre Mitwirkung in dem Musikvideo des Songs Sadeness (Part I) der deutsch-rumänischen Gruppe Enigma. In dem Song ist bei den französischen Sprechpassagen allerdings nicht wie irrtümlicherweise zunächst behauptet die Stimme von Tastet selbst zu hören, sondern die der Sängerin Sandra.
Ab Mitte der 1990er-Jahre wirkte Tastet als Schauspielerin vor der Kamera noch in zwei Spielfilmen mit. Danach zog sie sich aus der Öffentlichkeit zurück. Über ihren weiteren Lebensweg sind bislang keinerlei Informationen veröffentlicht worden.

## Filmografie
- 1990: Sadeness (Part I) (Musikvideo)
- 1994: Mina Tannenbaum
- 1999: Bill Diamond – Geschichte eines Augenblicks